# Всі ви — зомбі
Всі ви — зомбі (англ.  '—All You Zombies—' ) — науково-фантастичне оповідання Роберта Гайнлайна, написане за один день 11 липня 1958, опубліковане в березні 1959 року журналом Фентезі & Сайнс фікшн.
Пізніше включене в збірки: «Неприємна професія Джонатана Гоуґа» (1959), «Фантазії Роберта Гайнлайна» (1999).
Сюжет включає декілька парадоксів спричинених подорожами в часі. Тема твору подібна до його оповідання «По власних слідах» (1941). Деякі елементи повторюються в романі «Кіт, що проходив крізь стіни» (1985), включаючи Коло Уробороса та Корпус Часу.

## Сюжет
«Всі ви зомбі» — історія молодої людини (пізніше виявилось, що інтерсексної), що повернувся в минуле і обманом запліднює молодшу жіночу версію себе (до зміни статі). Будучи народженим від такого зв'язку, він парадоксально виявляється власними матір'ю і батьком. З розвитком сюжету стає зрозуміло, що всі дійові особи є однією особою на різних етапах.
Історія включає кілька подорожей в часі. Вона починається з розмови молодого чоловіка з оповідачем, барменом, в 1970 році. Чоловіка звати «Самотня мати», бо він пише оповідання для журналів від імені неодруженої матері. Він розповідає бармену, що розуміє жіночу точку зору, оскільки народився дівчиною в 1945 році і виховувався в дитячому будинку. Будучи не привабливою, в 1963 році ще підліткою її звабили, запліднили і покинули. Під час пологів лікарі виявили, що вона є інтерсексною, а ускладнення пологів вимусили зробити операцію зі зміни статі. Пізніше дитину викрав таємничий чоловік, і її більше не бачили. «Самотня мати» почав заробляти на життя, передруковуючи рукописи, а потім почав їх писати.
Бармен обіцяє доставити «Самотню мати» до її ґвалтівника, якому вона хоче помститися. Він відводить його в сусідню кімнату і машиною часу переносить в 1963 рік і залишає дочекатися кривдника. А сам переноситься на 11 місяців вперед, викрадає новонароджену дитину, переносить в 1945 рік і залишає в дитячому будинку. Він повертається в 1963 і забирає «Самотню мати», який встиг закохатися в свою молодшу жіночу версію і запліднити її. Бармен пояснює, що ґвалтівник, молода дівчина, дитина та мандрівник у часі — це все він сам.
Бармен доставляє «Самотню мати» в Бюро Часу, секретної поліції, яка мандрує в часі і маніпулює подіями в історії, захищаючи людську расу. Він тільки що створив і найняв на роботу самого себе.
Нарешті бармен повертається в 1970 рік, якраз після того, як вони покинули бар. Закривши бар, він дістається до своєї бази. Лягаючи підпочивати, він дивиться на свій шрам після кесаревого розтину і думає: «Я знаю, звідки я прийшов, але звідки з'явились всі ви, зомбі?».

## Екранізація
В 2014 році вийшов австралійський фантастичний трилер режисерів Майкла та Пітера Спірінгів «Призначення» за твором, з Ітаном Гоуком та Сарою Снук в головних ролях.